# Théâtre de Vaugirard
Pour les articles homonymes, voir Vaugirard.
Le théâtre de Vaugirard est une ancienne salle de spectacles parisienne située au 273, rue de Vaugirard dans le 15e arrondissement.

## Historique
Inauguré en 1924 sous le nom de Nouveau-Théâtre (de Vaugirard), il est consacré à l'opérette. On y représente entre autres Montmartre (1924) avec Polaire, Kiki (1925) avec Andrée Spinelly, Quand on est trois (1926), La Petite Dame du train bleu (1928), À quoi rêvent les jeunes filles (1931), etc..
En 1932, il est transformé en cinéma pouvant accueillir environ 1 400 spectateurs. Il ferme définitivement le 27 février 1968 pour faire place à des bureaux.